# Randia boliviana
Randia boliviana är en måreväxtart som beskrevs av Henry Hurd Rusby. Randia boliviana ingår i släktet Randia och familjen måreväxter. Inga underarter finns listade i Catalogue of Life.